# Dennis la peste
Dennis la peste (Dennis the Menace in Cruise Control) è un film TV d'animazione del 2002 diretto da Pat Ventura.
L'edizione home video è stata distribuita con il titolo Dennis la minaccia.

## Trama
Dennis, i suoi genitori, i suoi amici Joey, Margaret e il suo cane Ruff e i signori Wilson sono in vacanza su una nave da crociera e durante la traversata conoscono la principessa Liana, erede della stupenda isola di Mimosa. Purtroppo Liana è soggiogata dal suo Primo Ministro e tutore legale Craigor, che usa i suoi poteri ipnotici per controllarla. Inoltre a breve Liana verrà incoronata regina dell'isola e una volta completata la cerimonia Craigor la controllerà fino ai suoi sedici anni.
Toccherà a Dennis e i suoi amici salvare Diana da una vita di schiavitù anche mentre due furfanti, non troppo svegli, cercheranno di rubarle l'anello reale.